# Apsadel

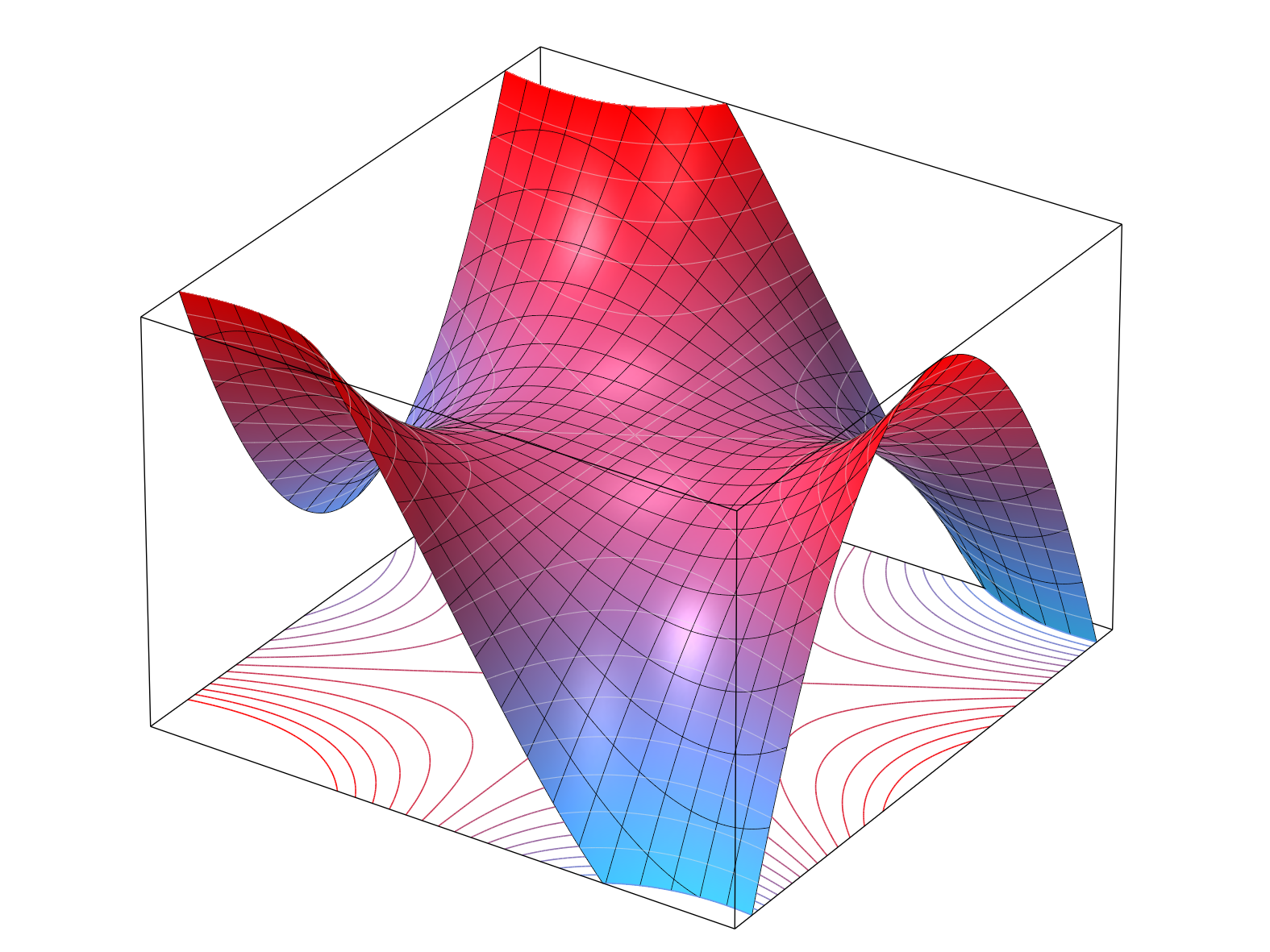
Apsadeln

Inom matematik är apsadeln en yta definierad av ekvationen
{\displaystyle z=x^{3}-3xy^{2},\,}
vilken också kan beskrivas av de parametriska ekvationerna
{\displaystyle {\begin{alignedat}{7}x(u,v)&&\;=\;&&&&\;u\;&&\\y(u,v)&&\;=\;&&&&\;v\;&&\\z(u,v)&&\;=\;&&&&\;u^{3}-3uv^{2}\;&&.\end{alignedat}}}
Den tillhör klassen sadelpunkter och erhåller sitt namn från observationen att den liknar en sadel för apor med sina tre fördjupningar för ben och svans.
Speciellt för denna sadelpunkt är att det finns tre riktningar "upp" och "ned" istället för två som hos vanliga sadelpunkter.

## Bevis av att det är en sadelpunkt

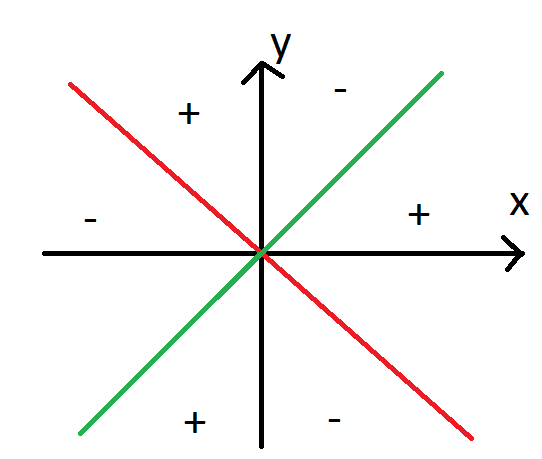
En tvådimensionell bild av apsadeln

Det går inte att bestämma om den stationära punkten (0,0,0) är en sadelpunkt med hjälp av andraderivatan då den alltid är noll. Istället kan man använda följande metod
{\displaystyle z=x^{3}-3xy^{2}\Leftrightarrow z=x(x^{2}-3y^{2})}
{\displaystyle z=0\Leftrightarrow x=0}   eller {\displaystyle y=\pm {\frac {1}{\sqrt {3}}}x}
Om man ritar in värdena som z blir noll för i en graf  får man sex sektorer där värdet för z är positivt eller negativt (se den nedre bilden).
Man kan då se att det finns tre positiva och tre negativa sektorer. Då endast sadelpunkter har sådana drag är punkten (0,0,0) en sadelpunkt